# Boissy-aux-Cailles
Boissy-aux-Cailles – miejscowość i gmina we Francji, w regionie Île-de-France, w departamencie Sekwana i Marna.
Według danych na rok 1990 gminę zamieszkiwało 280 osób, a gęstość zaludnienia wynosiła 17 osób/km² (wśród 1287 gmin regionu Île-de-France Boissy-aux-Cailles plasuje się na 937. miejscu pod względem liczby ludności, natomiast pod względem powierzchni na miejscu 136.).